# Can Fontseca
Can Fontseca és una masia de Sant Feliu de Buixalleu (Selva) protegida com a Bé Cultural d'Interès Local.

## Descripció
Masia aïllada, situada al municipi de Sant Feliu de Buixalleu.
L'edifici, de planta baixa i dos pisos, està cobert per una teulada a doble vessant desaiguada als laterals.
A la planta baixa, hi ha la porta d'accés en arc de mig punt, format per dovelles. A cada un dels costats hi ha dues finestres quadrangulars petites.
Al primer i segons pis, tres obertures a cada planta en arc de llinda.
Destaquen dos contraforts a la façana, que reforcen l'edifici, ja que no té fonaments.
Adossat a l'edifici, hi ha altres construccions annexes.
Tots els murs són de maçoneria i estan arrebossats.

## Història
El nom del mas (Fontseca) prové dels cognoms del propietari. En una pedra d'un dels corrals hi ha inscrita la data 1884, referent a la darrera restauració. La masia, però, és molt més antiga. Té força humitat, donat que la part posterior és adossada a la muntanya.